# Juan Aldama
Juan Aldama – miasto w Meksyku, w stanie Chihuahua.